# René Moreau
René Moreau fue un deportista francés que compitió en tiro con arco, en la modalidad de arco recurvo. Ganó dos medallas de bronce en el Campeonato Mundial de Tiro con Arco al Aire Libre, en los años 1932 y 1933.

## Palmarés internacional
| Campeonato Mundial al Aire Libre | Campeonato Mundial al Aire Libre | Campeonato Mundial al Aire Libre | Campeonato Mundial al Aire Libre |
| Año                              | Lugar                            | Medalla                          | Prueba                           |
| -------------------------------- | -------------------------------- | -------------------------------- | -------------------------------- |
| 1932                             | Varsovia (Polonia)               | Medalla de bronce                | Equipo mixto                     |
| 1933                             | Londres (Reino Unido)            | Medalla de bronce                | Equipo                           |